# Euclystis facunda
Euclystis facunda là một loài bướm đêm trong họ Erebidae.